# Tabaski (film)
 (août 2025).
Pour plus de détails, voir Fiche technique et Distribution.
Tabaski est un film franco-sénégalais réalisé par Laurence Attali et sorti en 2019.

## Fiche technique
- Titre : Tabaski
- Réalisation : Laurence Attali
- Scénario : Laurence Attali
- Photographie : Rémi Mazet
- Costumes : Oumou Sy
- Décors : Ndiaye Moustapha et Gueye Camara
- Montage : Laurence Attali
- Musique : Christian D'Erneville et Kya Loum
- Son : Michel Tsagli
- Mixage : Myriam René
- Sociétés de production : Les Films Mame Yandé - Autoproduction
- Pays de production :  Sénégal -  France
- Durée : 26 minutes
- Date de sortie : Sénégal - 19 décembre 2019[1]

## Distribution
- Christian D'Erneville
- Kya Loum
- Camara Gueye
- Eric Torres

## Distinctions

### Récompenses
- Grand prix du jury au festival Dakar Court 2019
- Best Voices Short au Festival international du film de Rotterdam 2019

### Sélections
- Festival international du court-métrage d’Oberhausen 2020
- Louxor African Film Festival 2020
- FESPACO 2021
- Afrika Film Festival de Cologne 2021